# Новопразький район
Новопразький район (також — Ново-Празький район) — колишня адміністративно-територіальна одиниця у складі Олександрійської і Зинов'євської округ, Української СРР, Дніпропетровської, Миколаївської та Кіровоградської областей Української РСР з адміністративним центром у селищі міського типу Нова Прага.

## Територія та населення
Станом на 1923 рік площа території району становила 498 кв. верст, чисельність населення — 35 277 осіб.
У 1930 році в районі проживало 68 тис. осіб, з них 23,6 тис. — міське населення.
Станом на 1935 рік кількість населення району становила 41 579 осіб, все населення сільське.
За даними перепису населення СРСР 1939 року чисельність населення району становила 36 578 осіб, серед них українців — 32 679, росіян — 3 251, євреїв — 170, білорусів — 156, молдован — 8, інших — 314.

## Історія та адміністративний устрій
Утворений 7 березня 1923 року, відповідно до постанови Всеукраїнського центрального виконавчого комітету «Про адміністративно-територіяльний поділ Катеринославщини», в складі Олександрійської округи Катеринославської губернії. До складу району увійшли території колишніх Ново-Празької та Світло-Польської волостей Олександрійського повіту. 10 грудня 1924 року, відповідно до постанови ВУЦВК та РНК УСРР «Про зміни адміністраційно-територіяльного поділу Катеринославщини», до складу району приєднано територію колишньої Мошоринської волості Аджамського району. 3 червня 1925 року, відповідно до постанови ВУЦВК та РНК УСРР «Про скасування Олександрійської округи й инші зміни адміністраційно-територіяльного поділу Катеринославщини», район передано до складу Зинов'євської округи Одеської губернії.
15 вересня 1930 року, відповідно до постанови ВУЦВК і РНК УСРР «Про ліквідацію округ та перехід на двоступневу систему управління», внаслідок ліквідації округ район підпорядковано до республіканського центру. Одночасно до складу району включено територію Ново-Володимирівської сільської ради ліквідованого Зинов'євського району. 3 лютого 1931 року, відповідно до постанови ВУЦВК і РНК УСРР «Про реорганізацію районів УСРР», до складу району включено територію розформованого Новгородківського району. 9 лютого 1932 року, відповідно до постанови ВУЦВК «Про утворення областей на території УСРР», район віднесено до складу новоутвореної Дніпропетровської області. 17 лютого 1935 року, відповідно до постанови Президії ВУЦВК «Про склад нових адміністративних районів Дніпропетровської області», Верблюцьку, Вершино-Кам'янську, Вовчинську, Новгородківську Другу, Новгородківську Першу, Ново-Андріївську, Ново-Михайлівську, Петрівську, Петро-Корбівську, Рибчинську, Спасівську, Срібнянську сільські ради включено до складу відновленого Новгородківського району; Новостародубську, Олександрівську, Олімпіадівську та Чечелівську сільські ради — до складу відновленого Петрівського району. Площа території району становила 784,8 кв. км, до складу району входило 13 сільських рад. 22 серпня 1937 року, відповідно до постанови Центрального виконавчого комітету СРСР «Про розподіл Харківської області на Харківську і Полтавську, Київської — на Київську і Житомирську, Вінницької — на Вінницьку і Кам'янець-Подільську та Одеської — на Одеську і Миколаївську області», район включено до складу новоутвореної Миколаївської області. 10 січня 1939 року, відповідно до указу Президії Верховної Ради СРСР «Про утворення Сумської, Кіровоградської і Запорозької областей в складі Української РСР», район передано до складу новоутвореної Кіровоградської області.
Станом на 1 вересня 1946 року площа території району становила 700 кв. км, до складу району входили 13 сільських рад: Васинська, Вершино-Мурзинська, Головківська, Дубівська, Лозоватська, Митрофанівська, Мошоринська, Ново-Володимирівська, Новопразька Друга, Новопразька Перша, Пантазіївська, Світлопільська та Червоноярська. На 1 січня 1956 року площа території району становила 700 кв. км, до складу району входили 9 сільських рад: Васинська, Головківська, Дубівська, Лозоватська, Митрофанівська, Мошоринська, Новопразька, Пантазіївська та Світлопільська.
Ліквідований 30 грудня 1962 року, відповідно до указу Президії Верховної ради Української РСР від 30 грудня 1962 року «Про укрупнення сільських районів Української РСР». Дубівську сільську раду віднесено до складу Петрівського району, решту території — до складу Олександрійського району Кіровоградської області.